# Peter ist der Boss
Peter ist der Boss ist eine Jugendserie, die 1973 im ZDF lief. Die Hauptrolle – „Peter“ – spielte Andreas Faulstich.

## Inhalt
Der Familie Mock geht es finanziell nicht besonders gut: Vater Johannes arbeitet als Kunstmaler, doch seine abstrakten Werke wollen bei der Kundschaft nicht so recht ankommen. So muss auch Mutter Luise immer wieder Nebenjobs annehmen um den dreizehnjährigen Peter, die zehnjährige Susi und den fünfjährigen Matz zu versorgen. Doch auch der aufgeweckte Peter findet mit Witz und Verstand immer wieder eine Lösung, wie er und seine Familie aus einer verfahrenen Situation herauskommen können.
Als dann auch noch mit einer Fremdenpension eine überraschende Erbschaft für die Mocks winkt, ist Peters Einfallsreichtum mehr denn je gefragt – denn keiner der Familienmitglieder hat auch nur die geringste Ahnung davon, wie so eine Pension geführt wird.

## Folgen
Die Ausstrahlung im ZDF erfolgte zwischen dem 7. Januar und dem 1. April 1973.
1. Ferien in Balkonien
2. Die blaue Grotte
3. Tee bei Tante Clärchen
4. Portier Peter
5. Tante Clärchens letzter Wille
6. Keine Rose ohne Dorn
7. Neue Probleme
8. Der Gast ist König
9. Das frisierte Auto
10. Carlo und Pauline
11. Gräfin Ilona
12. Susis Verehrer
13. Ein Gast kommt selten allein

## Trivia
- Der Darsteller der Hauptrolle „Peter“, Andreas Faulstich, gründete 1995 eine Pferdeklinik im brandenburgischen Seeburg, arbeitet dort heute als promovierter Tierarzt und erlangte 2020 die Schwerpunktbezeichnung „Orthopädie beim Pferd“.[1]

## Belege
1. ↑  Dr. Andreas Faulstich auf pferdeklinik-seeburg.de, eingesehen am 20. September 2023.